# Zamia
Zamia és un gènere de gimnospermes de la divisió Cycadophyta, família Zamiaceae, a la qual dona el nom. Conté unes 50 espècies natives d'Amèrica del Nord, Amèrica Central i Amèrica del Sud. Les espècies arriben cap al nord a l'estat de Geòrgia (Estats Units) amb l'espècie Z. integrifolia; l'única cícada nativa dels Estats Units i cap al sud fins a Bolívia (Z. boliviana).

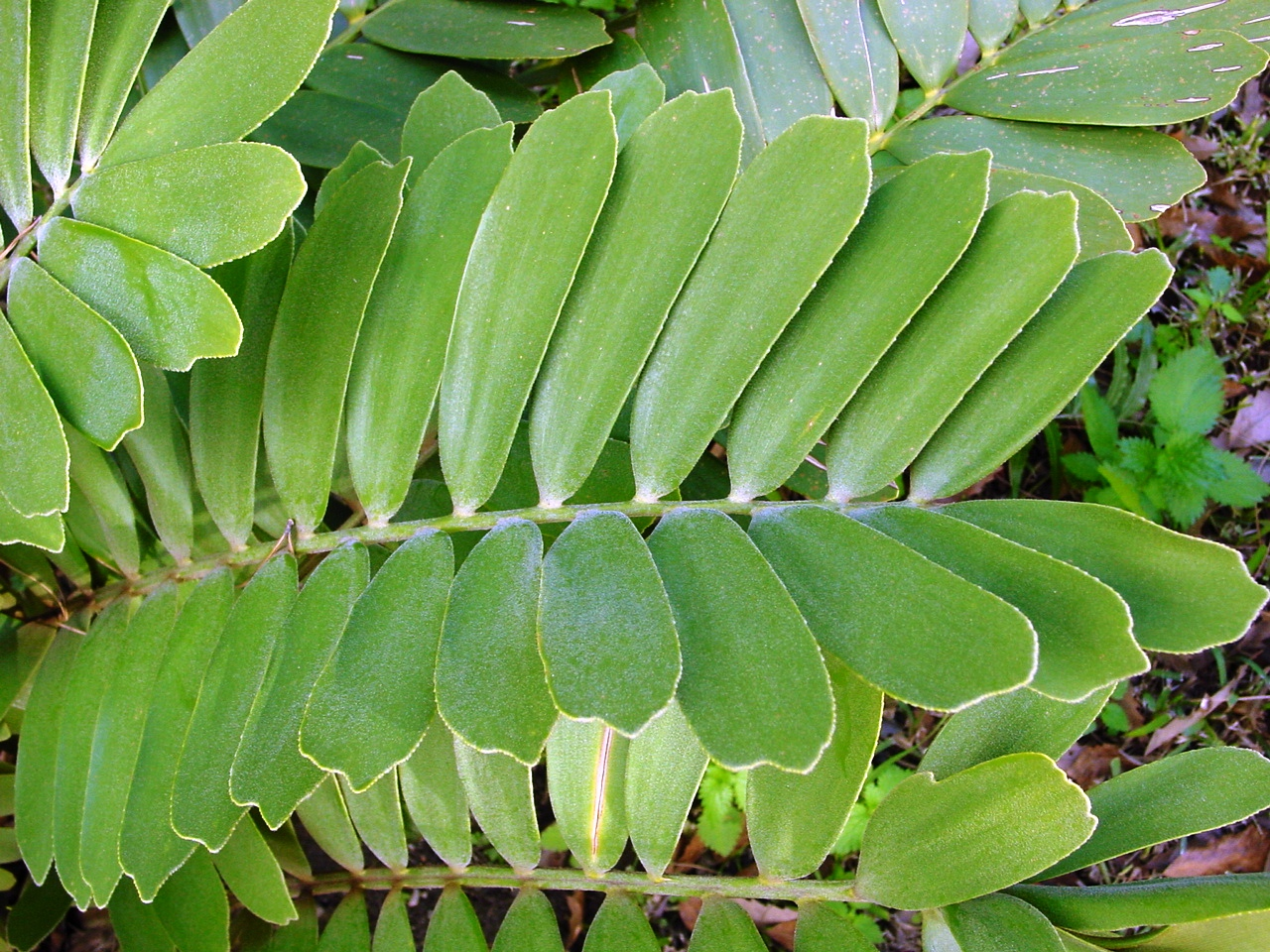
Zamia furfuracea,fulles

El gènere consta d'arbusts caducifolis amb tiges aèries o circulars subterrànies sovint semblants a palmeres.
Els esporòfils (pinyes) de Zamia sorgeixen de solcs verticals i els àpexs megaesporòfils són plans i no espinosos. Les llavors són carnoses.
L'esperma del gènere és gros, com és típic de les cícades, i en el cas de Zamia roezlii fa uns 0,4 mm de llarg i es pot veure a ull nu.
Es fan servir com plantes ornamentals. Amb poques excepcions, el seu hàbitat és en el sotabosc dels boscos plujosos tropicals. No toleren el fred. Com a mínim una espècie, Z. pseudoparasitica, creix com epífit a les branques dels arbres.
L'etimologia de Zamia és del grec azaniae, que significa "una pinya de pi".

## Algunes espècies
- Zamia acuminata Oerst.ex Dyer (Costa Rica, Nicaràgua, Panamà)
- Zamia amazonum
- Zamia amblyphyllidia D.W. Stev (Cuba, Jamaica, Puerto Rico)
- Zamia amplifolia Hort.Bull ex Mast. (Colòmbia)
- Zamia angustifolia Jacq. (Bahames, Cuba)
- Zamia boliviana (Brongn.) A.DC. (Bolívia)
- Zamia chigua * Zamia cremnophila * Zamia cunaria * Zamia disodon * Zamia dressleri * Zamia encephalartoides D.W. Stev (Colòmbia)
- Zamia fairchildiana * Zamia fischeri * Zamia furfuracea L.f. – Cardboard Zamia (Veracruz)
- Zamia gentryi Dodson (Equador)
- Zamia hymenophyllidia * Zamia incognita A.Lindstr. & Idárraga
- Zamia integrifolia L.f. – Florida Coontie, Florida Arrowroot (Florida, Geòrgia (USA), Illes Cayman, Cuba, Puerto Rico)
- Zamia ipetiensis * Zamia loddigesii * Zamia lucayana (Bahamas)
- Zamia montana * Zamia polymorpha * Zamia portoricensis * Zamia pseudoparasitica Yates
- Zamia pumila L. – (Cuba, Hispaniola, Puerto Rico)
- Zamia roezlii * Zamia skinneri * Zamia vazquezii D.W.Stev., Sabato & De Luca – (Mèxic)
- Zamia verschaffeltii * Zamia wallisii

### Anteriorment ubicades aquí
- Encephalartos cycadifolius (Jacq.) Lehm. (as Z. cycadifolia Jacq.)
- Encephalartos horridus (Jacq.) Lehm. (as Z. horrida Jacq.)
- Encephalartos longifolius (Jacq.) Lehm. (as Z. longifolia Jacq.)
- Macrozamia spiralis (Salisb.) Miq. (as Z. spiralis Salisb.)
- Microcycas calocoma (Miq.) A. DC. (as Z. calocoma Miq.)[2]